# おはよう松原敬生です
おはよう松原敬生です（おはようまつばらたかおです）は、1999年4月から2002年3月まで放送されていた東海ラジオ放送朝のワイド番組。

## 放送時間
- 毎週月曜日 - 金曜日　午前6:30 - 9:00[1]

## 出演者

### パーソナリティー
- 松原敬生（当時、東海ラジオアナウンサー）

### アシスタント
| 期間     | 期間      | 月 - 水曜日 | 木・金曜日 |
| -------- | --------- | ----------- | ---------- |
| 1999.4.1 | 2001.3.30 | 深谷里奈    | 谷川明美   |
| 2001.4.2 | 2002.3.29 | 深谷里奈    | 山崎聡子   |

## その他
- 番組内の交通情報を伝える際、東海ラジオ所有のヘリ「そらら」を飛ばし、上空から道路の混雑状況を伝えるコーナーが7時台と8時台にあった。

## コーナー
- 朝いち通勤通学情報
- ニュースフレッシュ
- 敬生のツートンカラー
- 窓をあけたら
- 今朝の一曲
- ニュースバックアップ
- 情報宝島
- ニュース（朝7時）
- 交通情報
- 朝イチアラカルト
- デパート情報
- ヘッドラインニュース
- 朝からクイズ
- スポーツ裏のうら
- 日産フラッシュジャーナル
- アニバーサリーミュージック
- スズキハッピーモーニング沢口靖子の行ってらっしゃい
- 交通情報
- ニュース（朝8時）
- トヨタモーニングレーダー
- ふれあい通信
- 天気予報
- 情報プリズム
- 気になる数字
- 鵜の目敬生の目
- ニュースing
- 教えてドクター（月曜日）
- 松原敬生のデンタルチェック（火曜日）
- ナイスなミドル（木曜日）
- 健康ワンポイント
- ふれあいリクエスト
- 交通情報（愛知県・岐阜県・三重県の県ごとに伝えた）